# Tapas (película)
Tapas es una película coproducción española-mexicana-argentina de 2005 rodada por los directores José Corbacho y Juan Cruz.

## Trama
La película se centra en un bar de tapas cualquiera (en este caso en Hospitalet, Barcelona). Al dueño de este bar se le marcha su mujer. Ella habitualmente ocupaba el puesto de la cocina, y al marcharse el marido se ve obligado a contratar un cocinero chino. Este cocinero muestra una habilidad especial para la cocina y para la elaboración de tapas. 
Con este punto de partida, la película será un film coral donde muestra cinco historias cruzadas, cinco mundos unidos en el día a día, con el bar, los comercios y el mercado como punto neurálgico, y que nos muestran cómo las personas que asisten cada día al local están interconectados entre sí, aunque sean muy diferentes en edad, nacionalidad, religión o costumbres.

## Reparto
- Ángel de Andrés López - Lolo
- María Galiana - Conchi
- Elvira Mínguez - Raquel
- Rubén Ochandiano - César
- Alberto de Mendoza - Mariano
- Darío Paso - Opo
- Alberto Jo Lee - Mao
- Amparo Moreno - Rosalía
- Blanca Apilánez - Carmen
- Anna Barrachina - Águeda

## Premios
XX edición de los Premios Goya
| Categoría                                | Persona                 | Resultado |
| ---------------------------------------- | ----------------------- | --------- |
| Mejor director novel                     | José Corbacho Juan Cruz | Ganadores |
| Mejor interpretación femenina de reparto | Elvira Mínguez          | Ganadora  |

61.ª edición de las Medallas del Círculo de Escritores Cinematográficos
| Categoría               | Persona        | Resultado |
| ----------------------- | -------------- | --------- |
| Mejor actriz secundaria | Elvira Mínguez | Ganadora  |

50.ª edición de los Premios Sant Jordi de Cinematografía
| Categoría         | Resultado |
| ----------------- | --------- |
| Mejor ópera prima | Ganadora  |

8.ª edición del Festival de Málaga
| Categoría                          | Persona        | Resultado |
| ---------------------------------- | -------------- | --------- |
| Biznaga de Oro                     | Biznaga de Oro | Ganadora  |
| Biznaga de Plata a la mejor actriz | Elvira Mínguez | Ganadora  |

- Montréal World Film Festival premio a mejor guion.
- Premio de la Unión española de actores para Elvira Mínguez.
- Según los datos hechos públicos por TVE, la película Tapas fue la española más vista del año 2010 con más de 3.800.000 espectadores y casi un 19 por ciento de cuota de pantalla.[4]

## Banda sonora
"Banda sonora con las letras grandes" donde además de la música original del film compuesta por Pablo Sala, se suman canciones propias de artistas de la talla de Antonio Orozco, Los Chichos, El Q Baila, Caníbala, VinoDelFin, Sicomoro y Estéreos, canciones en su mayoría compuestas exclusivamente para el film.